# Równina Północnosachalińska
Równina Północnosachalińska (ros. Северо-Сахалинская равнина, Siewiero-Sachalinskaja rawnina) – nizinna równina w azjatyckiej części Rosji, w północnej części Sachalinu. Rozciąga się na długości ok. 300 km i szerokości do ok. 100 km (w najwęższym miejscu szerokość nie przekracza 6–7 km). Równina rozdzielona jest przez dwa równoległe pasy niskich wzgórz (wys. do 601 m n.p.m.), stanowiące północne przedłużenia Gor Zachodniosachalińskich i Wschodniosachalińskich. Wzdłuż wybrzeża ciągnie się pas lagun. Na pokrytych przede wszystkim rzadko rosnącymi niskimi drzewami obszarach przybrzeżnych występują bagna. Wewnętrzna część równiny porośnięta jest tajgą modrzewiową z domieszką świerku i jodły. Równina zbudowana jest z piasków, glin i żwirów z okresu neogenu i czwartorzędu. Obszar wydobycia ropy naftowej i gazu. Rozwinięte pasterstwo i łowiectwo.